# Добровольский, Михаил Николаевич
Михаил Николаевич Доброво́льский (1912—2010) — советский и американский инженер-электрик, учёный.

## Биография
Родился 7 января 1912 года в Харькове (ныне Украина). Окончил Днепропетровский горный институт с дипломом инженера-электрика (1934).
Защитил в ДМетИ диссертацию на степень кандидата технических наук. Работал там же: ассистент (1935), преподаватель (1937), с 1941 года доцент кафедры электротехники.
Вёл научные исследования в области автоматизации металлургической промышленности.
Во время войны оказался на оккупированной территории и перебрался на Запад.
С 1949 года жил с семьёй в США. В 1951—1971 годах работал инженером-электриком в Allied Chrmical Corporation, последующие 11 лет — в фирме Stone and Webster Corporation, занимался проектированием и строительством электростанций.
Член КРА (Конгресс русских американцев) со дня основания (1973).
Жил в Jericho, New York 11753, USA.
Умер 12 ноября 2010 года.

## Награды и премии
- Сталинская премия  II степени (14 марта 1941) — за изобретение аппарата для точной прокатки и прокатки по минимальным допускам